# Tour du Limousin-Nouvelle-Aquitaine 2019
La 52e édition du Tour du Limousin-Nouvelle-Aquitaine se déroule du 21 au 24 août 2019.

## Parcours
La 52° édition du Tour du Limousin - Nouvelle - Aquitaine s'élance le mercredi 21 août depuis Condat-sur-Vienne, qui accueille l'épreuve pour la première fois, avant d'arriver à Guéret, pour un périple de 172, 2 kilomètres à travers la Haute-Vienne et la Creuse. Cette première étape lance les hostilités entre les principaux leaders qui tentent de détrôner Nicolas Edet (Cofidis-Solution Crédits), vainqueur de l'édition 2018. 
La seconde étape, la plus longue de ce tour avec 182,9 kilomètres, part de la Base départementale de Rouffiac, d'où le tour est déjà parti en 2018, pour relier Trélissac, ville de la banlieue de Périgueux, en empruntant les routes vallonnées de la Dordogne.
L'étape corrézienne de cette 52e édition du Tour du Limousin - Nouvelle-Aquitaine mène de Chamboulive à Beynat et constitue la plus difficile de l'édition avec un parcours vallonné, rythmé de nombreuses ascensions.
Le dernier volet de cette édition relie la ville charentaise de Confolens à Limoges, pour un final traditionnel autour du Palais des sports de Beaublanc, passage incontournable et historique de l'épreuve.

## Équipes
Classé en catégorie 2.1 de l'UCI Europe Tour, le Tour du Limousin-Nouvelle-Aquitaine est par conséquent ouvert aux WorldTeams dans la limite de 50 % des équipes participantes, aux équipes continentales professionnelles, aux équipes continentales et aux équipes nationales. 
Dix-sept équipes participent à cette édition du Tour du Limousin-Nouvelle-Aquitaine : deux équipes professionnelles, quatorze équipes continentales professionnelles et deux équipes continentales :
| WorldTeams (2)- AG2R La Mondiale - Groupama-FDJ Équipes continentales professionnelles (13)- Androni Giocattoli-Sidermec - Bardiani CSF - Caja Rural-Seguros RGA - Cofidis, Solutions Crédits - Delko-Marseille Provence - Euskadi Basque Country-Murias - Israel Cycling Academy - Nippo Vini Fantini Faizanè - Arkéa-Samsic - Total Direct Énergie - Vital Concept-B&B Hotels - W52-FC Porto - Wanty-Groupe Gobert Équipes continentales (2)- Natura4Ever-Roubaix Lille Métropole - Saint Michel-Auber 93 |
| |

## Étapes
| Étape     | Date    | Villes étapes                               |                  | Distance (km) | Vainqueur d’étape | Leader du classement général |
| --------- | ------- | ------------------------------------------- | ---------------- | ------------- | ----------------- | ---------------------------- |
| 1re étape | 21 août | Condat-sur-Vienne – Guéret                  | Étape accidentée | 172,2         | Lilian Calmejane  | Lilian Calmejane             |
| 2e étape  | 22 août | Base départementale de Rouffiac – Trélissac | Étape accidentée | 182,9         | Mikel Aristi      | Lilian Calmejane             |
| 3e étape  | 23 août | Chamboulive – Beynat                        | Étape accidentée | 176,8         | Benoît Cosnefroy  | Benoît Cosnefroy             |
| 4e étape  | 24 août | Confolens – Limoges                         | Étape accidentée | 177,4         | Francesco Gavazzi | Benoît Cosnefroy             |

## Déroulement de la course

### Évolution des classements
| Étape              | Vainqueur          | Classement général | Classement par points | Classement de la montagne | Classement du meilleur jeune | Classement par équipes       | Prix de la combativité |
| ------------------ | ------------------ | ------------------ | --------------------- | ------------------------- | ---------------------------- | ---------------------------- | ---------------------- |
| 1                  | Lilian Calmejane   | Lilian Calmejane   | Anthony Delaplace     | Nicolas Baldo             | Benoît Cosnefroy             | Total Direct Énergie         | Nicolas Baldo          |
| 2                  | Mikel Aristi       | Lilian Calmejane   | Morne Van Niekerk     | Morne Van Niekerk         | Benoît Cosnefroy             | Total Direct Énergie         | Morne Van Niekerk      |
| 3                  | Benoît Cosnefroy   | Benoît Cosnefroy   | Francesco Gavazzi     | Luca Covili               | Benoît Cosnefroy             | Vital Concept-B&B Hotels     | Dimitri Claeys         |
| 4                  | Francesco Gavazzi  | Benoît Cosnefroy   | Julien El Farès       | Morne Van Niekerk         | Benoît Cosnefroy             | Wanty-Gobert                 | Julien El Fares        |
| Classements finals | Classements finals | Benoît Cosnefroy   | Julien El Fares       | Morne Van Niekerk         | Benoît Cosnefroy             | Équipe cycliste Wanty-Gobert | Non décerné            |